# كولين هاوس
كولين هاوس هو منزل كبير، حوالي 1 كيلومتر (0.6 ميل) جنوب غرب مدينة كولين الساحلية في موراي، اسكتلندا. كان مقرأوجيلفي من فيندلاتر، الذي أصبح الإيرلز فيندلاتر وسي فيلد، وظل في عائلته حتى عام 1982. بدأت أعمال البناء في المنزل في عام 1600 ، وتضمنت بعض الأعمال الحجرية لمبنى سابق في الموقع. تم توسيع المنزل وإعادة تشكيله عدة مرات من قبل المهندسين المعماريين البارزين مثل جيمس آدم وجون آدم وديفيد بريس. وقد وصفه المؤرخ المعماري تشارلز ماكين بأنه «أحد أروع المنازل في اسكتلندا» وقد تم تصنيفه كمبنى مصنف من الفئة أ. تم توسيع الأراضي في عشرينيات القرن التاسع عشر عندما تم هدم قرية كولين بأكملها، باستثناء كنيسة كولين القديمة، لإفساح المجال لتحسينات للأراضي بواسطة لويس جرانت أوجيلفي، إيرل سيفيلد الخامس؛ شيدت قرية جديدة قريبة من الساحل لسكانها. يوجد داخل الأراضي جسر، وقاعة مستديرة، وحراسة، وكل منها مدرج بشكل فردي على أنه هيكل من الفئة أ.

## تاريخ

### البناء الأولي
يقع كولين هاوس على قمة منحدر فوق كولين بيرن، وقد تم بناء المنزل بواسطة أوجيلفيس  فيندلاتر، الذي كان مقعده سابقًا في قلعة فيندلاتر على الساحل على بعد حوالي 3.6 كيلومتر (2.2 ميل) إلى الشرق. في عام 1482، مُنح الأجيلفيس أراضي فيندوشي وسيفيلد، وبحلول عام 1543 غيروا رعايتهم من كنيسة الرعية في فورديس إلى كنيسة كولين القديمة،  والتي ساعدوا في الارتقاء بها إلى مرتبة الكنيسة الجماعية.  والتي كانت بمثابة أماكن إقامة لشرائع الكنيسة. ربما تضمنت هذه بعض الأعمال الحجرية لمبنى قديم من العصور الوسطى في الموقع، يُعرف باسم إنفركولين، والذي ورد ذكره في سجلات عام 1264،   ويُعتقد أنه كان موطنًا لمارجوري، كونتيسة كاريك، الأم روبرت ذا بروس. 